# 린스자 (정치인)
린스자(중국어: 林世嘉, 병음: Lín shìjiā, 한자음: 임세가, 1969년 4월 15일~)는 중화민국의 정치인, 의료인이다. 대만단결연맹 소속으로 제8대 입법위원을 맡았으나 2013년에 회계법 개정 당시 당의 의사 결정 절차를 위반하여 제명되었다. 이후 2019년에 민주진보당에 입당했다.